# Caubon-Saint-Sauveur
Caubon-Saint-Sauveur är en kommun i departementet Lot-et-Garonne i regionen Nouvelle-Aquitaine i sydvästra Frankrike. Kommunen ligger i kantonen Seyches som tillhör arrondissementet Marmande. År 2022 hade Caubon-Saint-Sauveur 263 invånare.

## Befolkningsutveckling
Antalet invånare i kommunen Caubon-Saint-Sauveur
| Referens: INSEE |